# Розплата (фільм, 1970)
«Розплата» (рос. «Расплата») — радянський художній фільм 1970 року.

## Сюжет
Олексій Платов, інженер-гідротехнік, повертається з чергового відрядження додому, до своєї коханої дівчини Каті, на якій зібрався одружуватися. Він показує Катю своєї матері, Євгенії Василівні, і між майбутніми свекрухою і невісткою, здається, виникає симпатія. Олексій і Катя вирішують розписатися і тут же виїхати у весільну подорож.
Несподіване нещастя змінює їх плани. Мати Олексія вмирає. Після її смерті Олексій знаходить її лист, з якого він дізнається, що його батько насправді не загинув на фронті, як завжди говорила йому мати, а живий і здоровий. І він зовсім не герой, який віддав життя за Перемогу, а зрадник, який залишив товаришів на полі бою. Він не був розстріляний, бо суд над ним відбувся вже після закінчення війни, коли закони воєнного часу вже не діяли.
Незважаючи на страшний удар, який пережив Олексій, він вирішує все ж розшукати батька, подивитися йому в очі і запитати його, правда це чи ні. Єдиний свідок минулого, що залишився в живих — Богуш зізнається Олексію, що завжди знав про зраду батька Олексія. Про це знали і на роботі Олексія, і хоча він насправді син зрадника, це не відбилося на його кар'єрі і можливості їхати в закордонні відрядження.
Катя, дружина Олексія, роздратована позицією свого чоловіка. Батько Каті був фронтовиком, який героїчно загинув, їй неприємно, що Олексій відкрито хоче зізнатися в тому, що він — син зрадника. Вони сваряться і на час розлучаються. Але Олексій все одно знаходить батька, той приїжджає до нього додому, на сороковини. Залишившись наодинці, Олексій зізнається батькові, що той був завжди ідеалом для нього, прикладом для наслідування, він перевіряв всі свої вчинки тим — чи гідні вони його загиблого батька-героя. Олексій ніяк не може змиритися з думкою, що його батько — зрадник, намагається знайти виправдання його вчинку. Але все виявляється марним — Платов-старший не тільки здався в полон, але і зрадив своїх товаришів, розповів фашистам про бойове завдання загону розвідників під командуванням Богуша, який теж потрапив в полон, але тільки тому що був важко поранений, і зумів потім втекти з полону. Вони зустрічаються на могилі Євгенії Василівни — і Богуш не подає руки Платову-старшому.

## У ролях
- Олег Янковський —  Олексій Михайлович Платов
- Вікторія Федорова —  Катя
- Любов Соколова —  Євгенія Василівна Платова
- Леонід Кулагін —  Михайло Платов
- Армен Джигарханян —  Богуш
- Микола Волков —  вітчим Каті
- Руфіна Ніфонтова —  мати Каті
- Аркадій Вовсі —  хірург
- Іван Лапиков —  начальник відділу кадрів
- Єлизавета Нікіщихіна —  Рита
- Катерина Савінова —  сусідка Платових
- Рудольф Рудін —  старший лейтенант ДАІ
- Сергій Присьолков —  постовий міліціонер

## Знімальна група
- Сценарист:  Анатолій Софронов
- Режисер:  Федір Філіппов
- Оператор:  Ера Савельєва
- Композитор:  Юрій Левітін
- Художник: Фелікс Ясюкевич